# Rue Saint-Georges (Paris)
Pour les articles homonymes, voir Rue Saint-Georges.
La rue Saint-Georges est une voie située dans le 9e arrondissement de Paris.

## Situation et accès

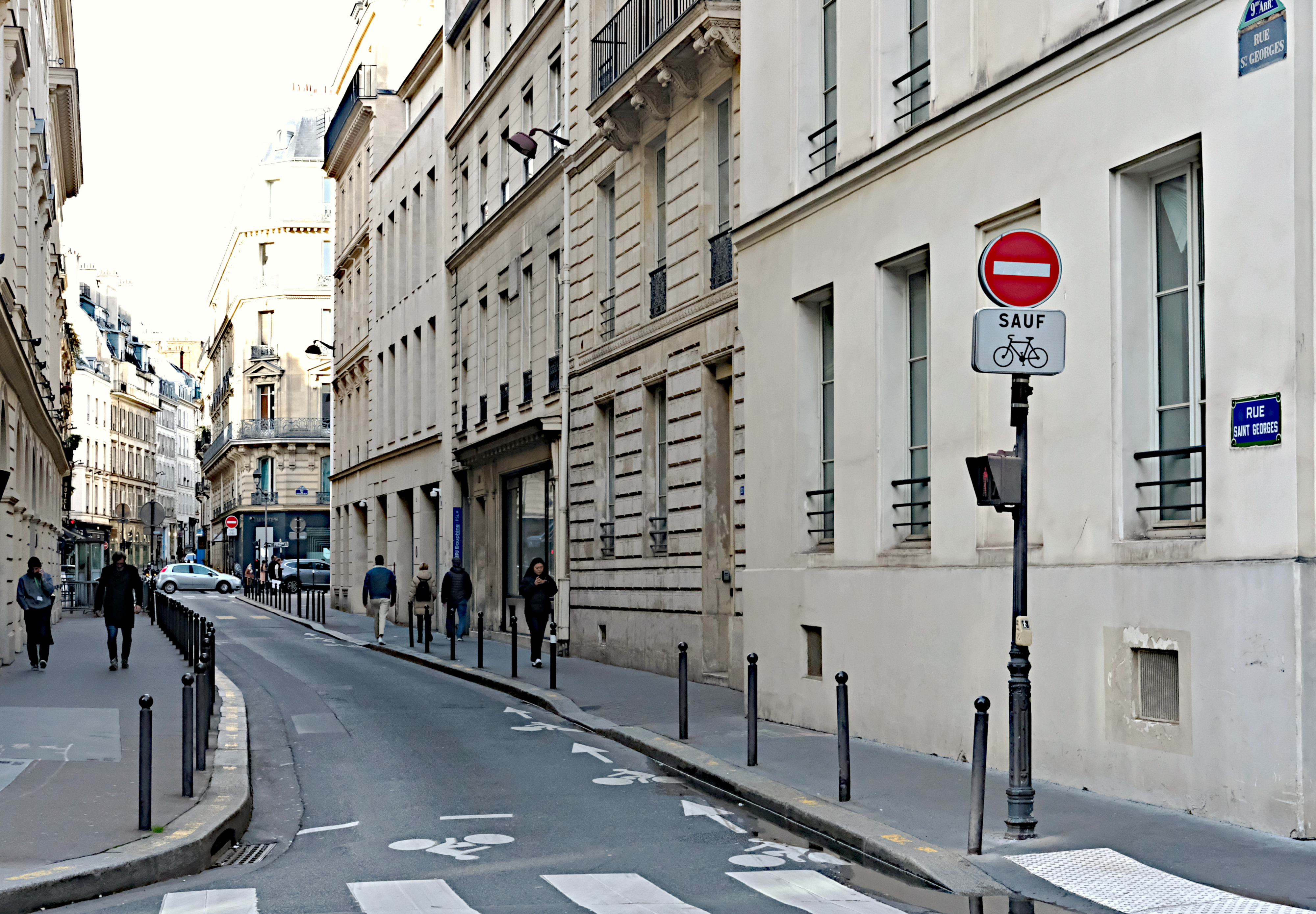
La rue Saint-Georges vue depuis la rue de la Victoire.

La rue Saint-Georges est une rue orientée sud-nord du 9e arrondissement. Longue d'environ 500 mètres, elle débute rue de Provence et se termine rue Notre-Dame-de-Lorette.
Ce site est desservi par les stations de métro Saint-Georges et Notre-Dame-de-Lorette.

## Origine du nom
L'origine de son nom est probablement due à une enseigne.

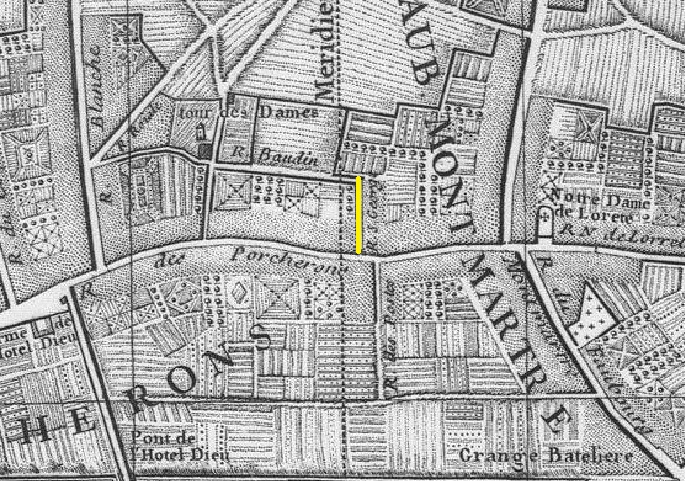
La rue Saint-Georges en 1760.
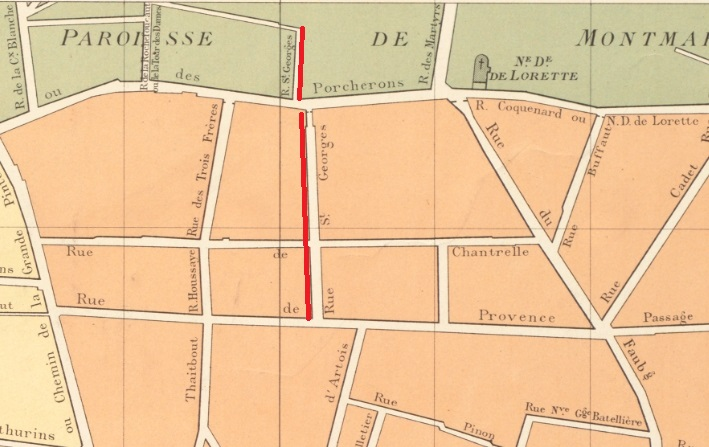
La rue Saint-Georges en 1786.

## Historique
Cette rue fut formée en 3 étapes :

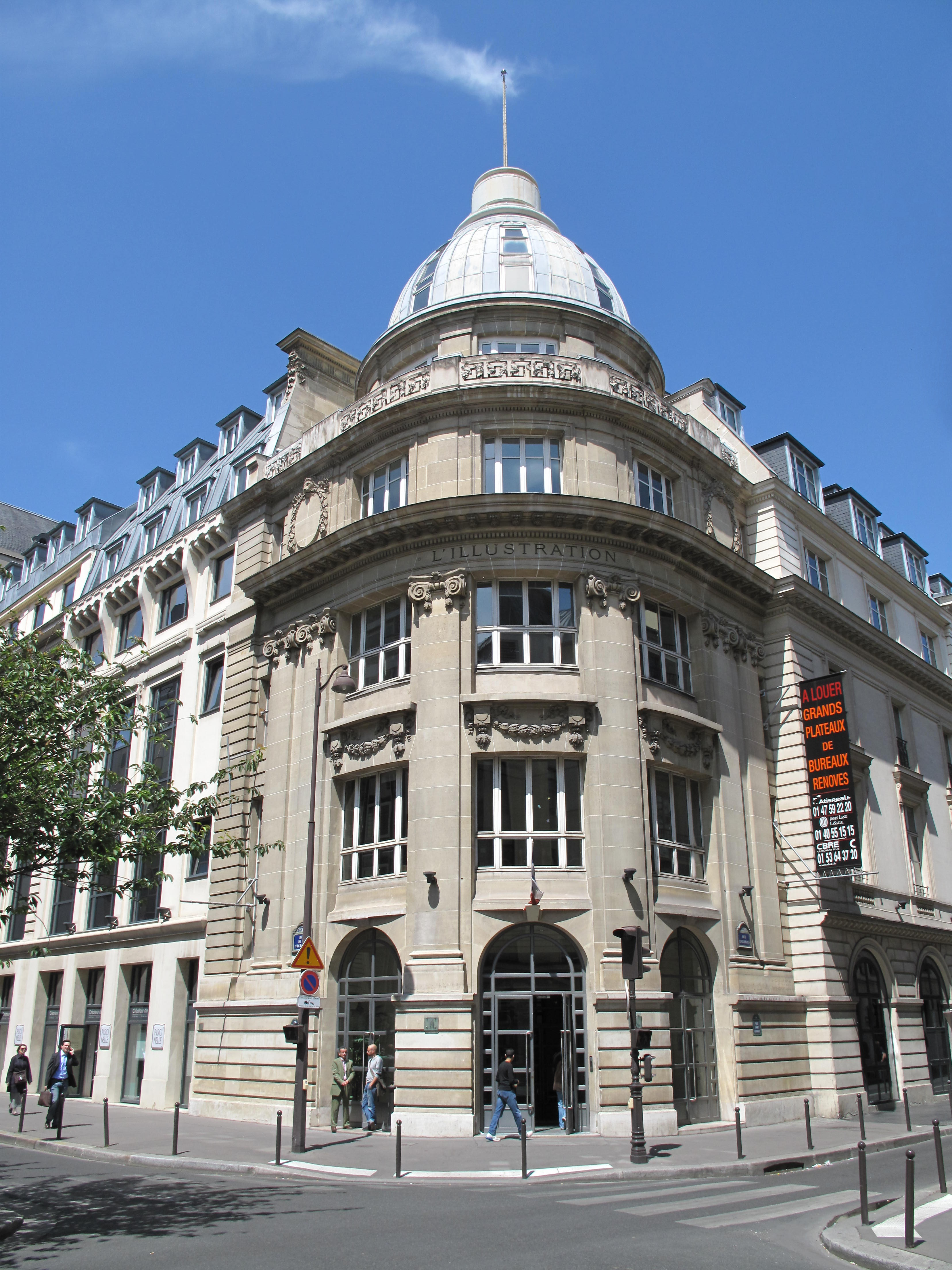
L'immeuble de L'Illustration.

La partie de cette voie publique comprise entre la rue des Porcherons et la ruelle Baudin existait en 1672 et s'appelait « ruelle Saint-Georges » avant de prendre le nom de « rue Saint-Georges » en 1734.
La rue est prolongée de la rue Saint-Lazare dite des Porcherons jusqu'à la rue de Provence en 1779, grâce à une trouée pratiquée sur un terrain à la disposition de Jean-Joseph de Laborde, contrôleur général des finances.
Par ordonnance du 21 avril 1824, la compagnie de MM. Dosne, Loignon, Censier et Constantin est autorisée à ouvrir la place Saint-Georges, la rue Notre-Dame-de-Lorette, la rue La Bruyère et la « rue Neuve-Saint-Georges » :
« Louis, par la grâce de Dieu, roi de France et de Navarre, à tous ceux qui ces présentes verront, salut. Sur le rapport de notre ministre secrétaire d'État au département de l'Intérieur ;
vu la demande formée par la Compagnie Dosne, Loignon, Sensier et Constantin, tendant à obtenir l'autorisation de former plusieurs rues et une place sur les terrains à elle appartenant et qui sont situés entre les rues des Martyrs, de Larochefoucault et Saint-Lazare, à Paris ;
vu le plan des percements projetés ;
vu la délibération du Conseil général du département de la Seine, faisant fonction de Conseil municipal de la ville de Paris ;
vu l'avis du préfet ;
Notre Conseil d’État entendu, nous avons ordonné et ordonnons ce qui suit :
- Article 1 : la Compagnie Dosne, Loignon, Sensier et Constantin est autorisée à former sur les terrains à elle appartenant :
  - 1° une rue de 13 mètres (40 pieds) de largeur (la rue Notre-Dame-de-Lorette) aboutissant d'un côté à la de Larochefoucault et se dirigeant vers la rue du Faubourg-Montmartre, â la jonction de celle-ci avec les rues Saint-Lazare et des Martyrs ;
  - 2° une autre rue de 11,70 mètres (36 pieds) de large (la rue Neuve-Saint-Georges), partant de la rue Saint-Lazare, vis-à-vis la rue Saint-Georges jusqu'à la rencontre de la première ;
  - 3° une place circulaire de 32,50 mètres (100 pieds) de diamètre (la place Saint-Georges) au point de jonction de ces deux rues ;
  - 4° enfin une troisième rue de 9,75 mètres (30 pieds) de large (la rue La Bruyère), formant embranchement avec la première et aboutissant sur la rue de Larochefoucault, le tout conformément au plan ci-joint.

- Article 2 : cette autorisation est accordée à la charge par les impétrants de supporter les frais de premier établissement du pavage et de l'éclairage des nouvelles voies, d'y établir des trottoirs et de construire, sur le milieu de la place, une fontaine dont le plan sera soumis à l'approbation de l'Administration, et en outre de se conformer aux lois et règlements sur la voirie de Paris.
- Article 3 : notre ministre secrétaire d’État au département de l'Intérieur est chargé de l'exécution de la présente ordonnance.

Donné au château des Tuileries, le 21 avril de l'an de grâce 1824 et de notre règne le vingt-neuvième.
Signé : Louis. »
Il en est resté à Mme Dosne et à son gendre, Adolphe Thiers, l'emplacement de leur hôtel sur la place.
La rue Neuve-Saint-Georges est réunie à la rue Saint-Georges en 1846.
Le 1er avril 1918, durant la première Guerre mondiale, un obus lancé par la Grosse Bertha explose au no 4 rue Saint-Georges. Le 11 avril 1918, un second obus tombe au no 35.

## Bâtiments remarquables et lieux de mémoire

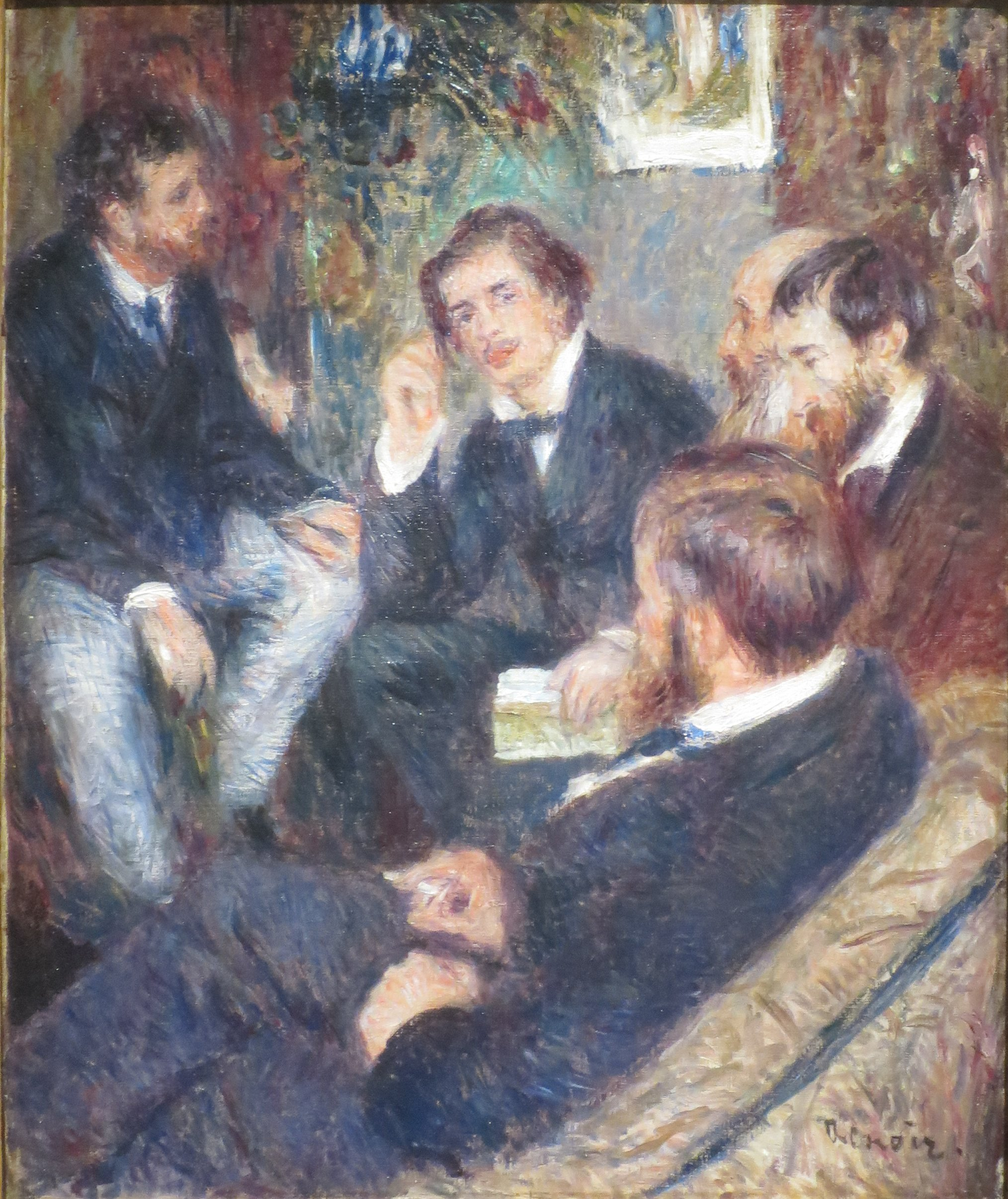
L'atelier de la rue Saint-Georges, 1876, Pierre-Auguste Renoir, Norton Simon Museum.

- No 5 : l'agent de change Louis Roland-Gosselin (1826-1907) est né à cette adresse[5].
- No 7 : en 1846, François Petit y ouvre une galerie d'art.
- No 8 : lieu de naissance d'Edgar Degas[réf. nécessaire].
- No 11 : lieu d'habitation d'Émile de Girardin[6] et de Delphine Gay. Delphine y tenait un des salons les plus réputés du quartier dit de « la Chaussée d'Antin ». Laurent Boutmy, collaborateur de Girardin, et Émile Boutmy, fondateur de l'Institut d'études politiques de Paris, y vivent également[6].
- Nos 13-15 : en 1787, construction d'un hôtel particulier par l'architecte François-Joseph Bélanger pour Anne Victoire Dervieux (1752-1826), célèbre danseuse avant la Révolution. Jean-Pierre Pescatore, philanthrope et homme d'affaires d'origine luxembourgeois, acquit l'hôtel entre 1839 et 1855[réf. nécessaire].

Après son départ de la rue Fortuny, la tragédienne Sarah Bernhardt signe un contrat de 14 mois pour un hôtel meublé au 15 rue Saint-Georges appartenant à Mme Adolphe Hesse.

Le journal L'Illustration y fera construire un immeuble pour y loger sa rédaction. Le groupe Réalités (Réalités, Connaissance des Arts, Entreprise, etc.) s'y installe en 1946.
- No 14 : siège du journal La Fronde, l'un des premiers journaux féministes de France. Il s'y trouvait également une bibliothèque qui constitue le départ de ce qui deviendra la bibliothèque Marguerite-Durand.
- No 17 : siège du Consistoire central israélite de France et du Consistoire israélite de Paris (ACIP).
- No 19 : immeuble de la Légion des volontaires français contre le bolchevisme (LVF) sous l'occupation de Paris dont le service de propagande était situé 12, place Malesherbes. Après la Libération, il devient le siège du Front national et une annexe du siège du Parti communiste (alors situé 44, rue Le Peletier), abritant notamment le centre des sections coloniales, économiques et des relations internationales ainsi que des services financiers, d'intendance et d'édition. En 1949, un incendie accidentel cause trois victimes[8]. Durant les années 2000-2020, le 19, rue Saint-Georges accueille le Consistoire israélite de France et le bureau du grand rabbin de France. Une passerelle est alors mise en place avec le n°17. Lorsque le Centre européen du judaïsme ouvre ses portes en 2019, le Consistoire central quitte le n°19, qui est revendu.
- No 22 : le compositeur Daniel François Esprit Auber y décède[9]
- No 29 : après 1859, le marchand de tableaux Pierre-Firmin Martin (1817-1891) installe à cette adresse sa nouvelle boutique. Il fut le soutien et marchand des peintres de Barbizon, des impressionnistes et des post-impressionnistes[réf. nécessaire].
- No 31 : Jean-Louis-Auguste Clavel, dit le chanoine Clavel de Saint-Geniez, y loge en 1844 durant sa querelle contre l'évêque de Paris Denys Affre[10].
- N° 34 : le banquier Louis-Jean Koenigswarter y vit dans les années 1830 et 1840[11].
- No 35 : logement et atelier d'Auguste Renoir jusqu'en 1875[12].
- No 41 : studio de photographie de Sam Levin dans un deux pièces du cinquième étage de 1934 à 1937[réf. nécessaire].
- No 43 : domicile des frères Goncourt de 1851 à 1868. Anne Deslions y est leur voisine[13]. Ils déménagent ensuite boulevard de Montmorency[14].
- Nos 48-50 : atelier du facteur d'instruments de musique belge Adolphe Sax[réf. nécessaire].
- No 50 : ancien lupanar de luxe, réservé aux officiers allemands pendant l'occupation[15].
- No 51, au débouché dans la place Saint-Georges : théâtre Saint-Georges, inauguré le 8 février 1929, après transformation d’un hôtel particulier par Charles Siclis , à la fin des années 1920[16]. La façade nue et l'entrée neutre doivent faire « ressortir par contraste la chaleur de la salle or, argent et rouge »[réf. nécessaire]. En 1908, siège de la Société nationale des beaux-arts. Lieu de tournage du film Le Dernier Métro de François Truffaut. La nouvelle façade est traitée en anamorphose. Huit fenêtres sont peintes en trompe-l'œil ainsi que le fronton[17]. Sous celui-ci, figure un rébus annonçant le théâtre. Il se lit : « thé-âtre-singe-or-jeu »[18].

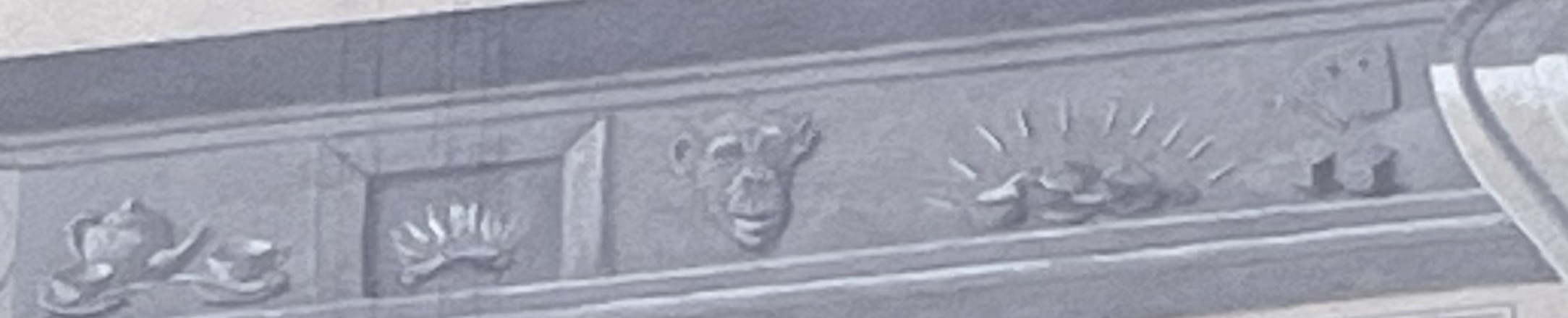
Rébus sur la façade du théâtre Saint-Georges.

- No 56 : Hastaire (1946-2020), artiste peintre, y vécut entre 1980 et 2000[19].

## En littérature
Honoré de Balzac fait loger dans un immeuble de cette rue plusieurs courtisanes qui paraissent dans La Comédie humaine. Les locataires sont résumés dans le roman Les Comédiens sans le savoir :

« Un agent de change y avait logé, vers 1827, Suzanne du Val-Noble, devenue depuis madame Gaillard. La fameuse Esther y fit faire au baron de Nucingen les seules folies qu’il ait faites. Florine, puis celle qu’on nommait plaisamment feu madame Schontz y avaient tour à tour brillé. Ennuyé de sa femme, Du Tillet avait acquis cette petite maison moderne, et y avait installé l’illustre Carabine […]. »